# BOB VT 720
De VT 720, ook wel Talent genoemd, is een dieseltreinstel, een zogenaamde lichtgewichttrein met lagevloerdeel voor het regionaal personenvervoer van de Bayerische Oberlandbahn (BOB).

## Geschiedenis
De Talent is normaal spoorige treinstel volgens UIC normen door Alexander Neumeister in 1994 ontworpen. Na een bouwtijd van 7 maanden door Waggonfabrik Talbot te Aken werd het prototype in februari 1996 voorgesteld. Het acroniem Talent staat voor Talbot leichter Nahverkehrstriebwagen.
De Bayerische Oberlandbahn is 100% dochter van Veolia Transport. Het hoofdkantoor is gevestigd in Holzkirchen.

## Constructie en techniek
Het treinstel is opgebouwd uit een aluminium frame. Typerend aan dit treinstel is door de toepassing van Scharfenbergkoppeling met het grote voorruit. De treinen werden geleverd als tweedelig dieseltreinstel met mechanische transmissie. De trein heeft een lagevloerdeel. Deze treinen kunnen tot drie stuks gecombineerd rijden. De treinen zijn uitgerust met luchtvering.

## Treindiensten
De treinen worden door Bayerische Oberlandbahn op ingezet het volgende trajecten.
- München Hbf - Lenggries
- Holzkirchen - Schliersee
- Schliersee - Bayrischzell
- Schaftlach - Tegernsee